# Ruud Harms
Rudy (Ruud) Harms (Amsterdam, 31 maart 1968) is een Nederlands voormalig voetballer die als middenvelder voor AFC Ajax en Telstar speelde.

## Carrière
Ruud Harms speelde in de jeugd van AFC Ajax, waar hij van 1986 tot 1988 in het tweede elftal speelde. Hij debuteerde in het eerste elftal van Ajax op 16 november 1986, in de met 0-2 gewonnen bekerwedstrijd tegen VV Rheden. Hij kwam in de 79e minuut in het veld voor Sonny Silooy. Hierna speelde hij nooit meer in het eerste elftal en raakte hij zelfs bij het tweede reserve. Zodoende vertrok hij in 1988 naar Telstar, waar hij een jaar in de Eerste divisie speelde voor hij een zware kruisbandblessure kreeg. Nadat hij terugkeerde werd zijn contract niet verlengd. Hij speelde nog een jaar op amateurbasis in het tweede van Ajax, maar haalde nooit meer zijn oude niveau. Hij stopte met voetballen en verhuisde met zijn vrouw naar Engeland.